# Отён
Отён (Отен; фр. Autun) — город в Бургундии (Франция) на реке Тернен. Является центром муниципального округа в департаменте Сона и Луара. В 2001 году население составляло 16 419 жителей.

## История
Основан в конце I века до н. э. под называнием Августодун (лат. Augustodunum) по воле императора Августа. Стал главным городом эдуев в Лугдунской Галлии. Он был окружён толстыми стенами протяжённостью 6 км, с 220 башнями и двумя воротами. При римлянах Отён был центром учёности, имел риторскую школу. В 21 году стал центром восстания галлов под предводительством Юлия Сакровира. В III веке он был осаждён и после семи месяцев завоёван и разрушен узурпатором Викторином в 270 году, а затем восстановлен в следующем столетии Константином I Великим. В 350 году в Августодуне узурпатор Магн Магненций поднял восстание, после чего армия свергла императора Константа.
Город стал называться Отён скорее всего после завоевания его бургундами в V веке. Воспользовавшись слабостью Рима, Гундиох в 460 году захватил город. В 532 году Хильдеберт I и Хлотарь I вторглись в королевство бургундов и осадили Отён, где укрылся Годомар II, а затем разбили бургундов в сражении. После этого город и его окрестности был присоединён к Франкскому государству.
С III века известны епископы Отёна. Один из них, святой Леодегарий (ок. 615—679), был замучен до смерти по приказу майордома Эброина.
22 августа 725 года город был разграблен арабами. После разгрома арабской армии в битве при Пуатье, в 733 году майордом Карл Мартелл подчинил себе Бургундию, раздав захваченные владения своим приближённым: Отён, ставший столицей графства Отён, получил во владение Тьерри (Теодерик) I. Впоследствии это графство стало ядром образованного в 918 году герцогства Бургундия. Некоторое время город был столицей герцогства, но потом столицу перенесли в Дижон. В 1379 году город был разрушен англичанами. В 1482 году вместе с герцогством вошёл в состав Франции.
В 1779 году в Отёне обучались Наполеон и его старший брат Жозеф Бонапарт.
Во время Франко-прусской войны в конце 1870 года город защищала вогезская армия под командованием Джузеппе Гарибальди, поддержавшего Третью французскую республику.

## Достопримечательности
Древнейший памятник на территории Отёна — так называемый «храм Януса» I века (назван по аналогии с храмом Януса в Риме) от которого сохранилось две стены. Там почиталось неизвестное галльское двуликое божество. Наиболее известны Римские ворота Porte Saint-André и Porte d’Arroux — руины, относящиеся к поздней античности (III век). Кафедральный собор св. Лазаря (с роскошным тимпаном и многими украшенными рельефами капителями) датирован XII веком.

## Персоналии
- Жилло, Франсуа-Ксавье (1842—1910) — французский ботаник, миколог, врач.